# Marcheno
Marcheno là một đô thị thuộc tỉnh Brescia trong vùng Lombardia ở Ý. Đô thị này có diện tích 22 km², dân số 4096 người.
Đô thị này có các làng sau: Brozzo, Aleno, Parte, Madonnina, Cesovo.
Đô thị này giáp với các đô thị sau: Casto, Gardone Val Trompia, Lodrino, Lumezzane, Marone, Sarezzo, Tavernole sul Mella, Zone.